# Убийство Таир Рады
Таир Рада, тринадцатилетняя девочка из Кацрина, была убита 6 декабря 2006 года. Её тело было найдено в туалете школы, где она училась. На её теле были обнаружены многочисленные следы насилия и ножевые ранения.
По подозрению в убийстве был задержан Роман Задоров (Здоров) (1978 г. р.) — гражданин Украины, работавший плиточником в школе. После задержания Роман был отпущен, однако вновь задержан по подозрению в убийстве через неделю. Он признался в убийстве и реконструировал преступление, однако вскоре отказался от признания, заявив, что признания были сделаны под давлением полиции.
Несмотря на то что единственным доказательством его вины были признательные показания, данные им ранее, в 2010 году Задоров был признан виновным в убийстве и осуждён на пожизненное заключение. В 2014 и 2016 годах он подавал апелляции, но они были отклонены.
Дело об убийстве Таир вызвало огромный резонанс в СМИ.
Про дело Таир в 2017 году был снят документальный фильм-расследование Shadow of Truth («Тень правды»), получивший несколько призов Израильской академии фильмов и телевидения, в котором утверждается, что Задоров не является убийцей Таир Рады.
В 2018 году появились новые свидетельства, якобы доказывающие, что Таир была убита другим человеком. Они основаны на показаниях свидетелей, которые слышали, что Ольга Кравченко, названная в материалах расследования инициалами Алеф-куф, созналась в убийстве Таир.
23 октября 2019 года адвокаты Задорова подали официальное ходатайство о пересмотре его дела. Верховный суд Израиля 11 мая 2021 года принял решение о повторном рассмотрении дела Романа Задорова, а 26 августа он был освобождён из тюрьмы и до окончания судебного разбирательства помещён под домашний арест, во время которого должен был находиться в доме своей тёщи в Кацрине.
30 марта 2023 года Роман Задоров был оправдан окружным судом Назарета. Двое судей голосовали за оправдательный вердикт, ещё один был против.
Судья Дани Царфати, поддержавший оправдательный вердикт, объясняя свою позицию, сказал, что «на него (Задорова) оказывалось сильное давление». В частности, Задорову говорили, что только признавшись, он сможет избежать пожизненного заключения.
Все вопросы в этом деле судья Царфати предложил трактовать в пользу обвиняемого. А вопросов по его мнению много. И главный: какова была причина для убийства и почему он совершает преступление на своем рабочем месте, даже не попытавшись скрыть улики.
Судья Тамар Нисим-Шай, которая голосовала против оправдательного вердикта, пояснила, что признания Романа Задорова показались ей достоверными, полными и искренними [имеются в виду признательные показания, которые Задоров дал во время первого следствия]. По её мнению, причастность подсудимого к преступлению не вызывает сомнения.